# Exsecratus
Exsecratus war eine finnische Gothic- und Melodic-Death-Metal-Band aus Helsinki, die 2004 unter dem Namen Bare Eternity gegründet wurde und sich 2013 auflöste.

## Geschichte
Die Band wurde Anfang des Frühlings 2004 unter dem Namen Bare Eternity von dem Sänger Olli Mattila gegründet. Kurze Zeit später stieß der Gitarrist N. Hartikainen hinzu. Nach mehreren Besetzungswechseln standen im Herbst der Gitarrist Elias Vihma und die Sängerin Armi Päivinen als neue Mitglieder fest. Als kurz nach Jahresbeginn 2005 der Schlagzeuger M. Niemelä zur Besetzung kam, wurde der Name in Exsecratus abgeändert.
Bereits im Frühling verließ Niemelä die Gruppe, dem Hartikainen folgte, um seinen Wehrdienst abzuleisten. Im Sommer und Herbst arbeitete die Band an neuen Songs. Noch vor der ersten Probe mit den anderen Musikern wurde der Bassist Timo Kauhajärvi Anfang 2006 als festes Mitglied aufgenommen, ehe Jussi Raatikainen, der ältere Bruder von Jaska Raatikainen, als neuer Schlagzeuger dazukam. Nachdem die Besetzung im Frühling durch die Keyboarderin Emmi Silvennoinen ergänzt worden war, wurde vom 19. August bis 1. September das aus zwei Liedern bestehende Demo Execute eingespielt, das im September erschien. Im Oktober verließen Vihma und Päivinen die Band aufgrund von persönlichen Differenzen beider zum Rest der Gruppe. Schon am folgenden Tag übernahm Leeni-Maria Hovila den Posten als Sängerin, welcher weniger als eine Woche später der Gitarrist Kimi Rautiainen als zweiter Neueinsteiger folgte. Danach schlossen sich weitere Proben an. Anfang Dezember 2006 hielt die Band weitere Auftritte ab. Im Januar 2007 wurde eine erste Tour durch Finnland zusammen mit Ensiferum durchgeführt, bei der an fünf Tagen in fünf Städten gespielt wurde. Silvennoinen trat dabei in beiden Bands auf. Im März 2007 fand im russischen Sankt Petersburg die Auslands-Konzertpremiere statt. Eine Woche später stieg Rautiainen aus, woraufhin er ein paar Wochen später durch Tony Hentilä ersetzt wurde. Im Mai 2007 unterzeichnete die Band einen Vertrag bei Violent Journey Records. Im September erschien hierüber das Debütalbum Tainted Dreams, worauf Petri Lindroos von Norther als Gastmusiker zu hören ist. Im Januar 2008 wurde das Album über Spiritual Beast Records in Japan veröffentlicht. Diese Version enthält die Songs For You und Death Brings Me Joy als Bonus. Im Oktober 2009 wurde der Sängerinnenposten mit Jenni „Luna“ Saira neu besetzt. Zuvor hatte bereits die Keyboarderin Anna Räisänen aufgrund von Differenzen mit den anderen Mitgliedern die Gruppe verlassen. Ebenso wie Räisänen war auch Tony Hentilä 2008 gegangen und durch Heikki Saari ersetzt worden. 2011 erschien in Eigenveröffentlichung das Album Beloved Serpent. Zwei Jahre später kam es zur Auflösung.

## Stil
bloodchamber.de ordnete die Gruppe dem Gothic-, metalstorm.net und sputnikmusic.com dem Gothic- und Melodic-Death-Metal zu.

## Diskografie
- 2006: Execute (Demo, Eigenveröffentlichung)
- 2007: Under the Winter Moon (Single, Violent Journey Records)
- 2007: Tainted Dreams (Album, Violent Journey Records)
- 2008: Promo 2008 (Demo, Eigenveröffentlichung)
- 2011: Beloved Serpent (Album, Eigenveröffentlichung)